# Rio Oca
Oca (em russo: Ока́) é um rio da Rússia. É o maior tributário da margem direita do Volga. Nasce na planície central russa e flui por 1 500 quilômetros, primeiro ao norte num vale estreito e ventoso para Kaluga e então acentuadamente a leste através duma planície para se unir ao Volga em Nijni Novgorod. A área de sua bacia possui 240 mil quilômetros quadrados. Congela do começo de dezembro ao final de março ou começo de maio.